# العلاقات البحرينية المكسيكية
العلاقات البحرينية المكسيكية هي العلاقات الثنائية التي تجمع بين البحرين والمكسيك.

## مقارنة بين البلدين
هذه مقارنة عامة ومرجعية للدولتين:
| وجه المقارنة                                              | البحرين       | المكسيك                                                                               |
| --------------------------------------------------------- | ------------- | ------------------------------------------------------------------------------------- |
| المساحة (كم2)                                             | 765           | 1.97 مليون                                                                            |
| عدد السكان (نسمة)                                         | 1.49 مليون    | 130.53 مليون                                                                          |
| الكثافة السكانية (ن./كم²)                                 | 194.77 ألف    | 66.26                                                                                 |
| العاصمة                                                   | المنامة       | مدينة مكسيكو                                                                          |
| اللغة الرسمية                                             | اللغة العربية | اللغة الإسبانية                                                                       |
| العملة                                                    | دينار بحريني  | بيزو مكسيكي                                                                           |
| الناتج المحلي الإجمالي (بليون دولار)                      | 35.31 مليار   | 1.15 تريليون                                                                          |
| الناتج المحلي الإجمالي (تعادل القوة الشرائية) بليون دولار | 64.16 مليار   | 2.16 تريليون                                                                          |
| الناتج المحلي الإجمالي الاسمي للفرد دولار أمريكي          | 22.60 ألف     | 9.01 ألف                                                                              |
| الناتج المحلي الإجمالي للفرد دولار أمريكي                 | 45.50 ألف     | 17.32 ألف                                                                             |
| مؤشر التنمية البشرية                                      | 0.824         | 0.756                                                                                 |
| رمز المكالمات الدولي                                      | +973          | +52                                                                                   |
| رمز الإنترنت                                              | .bh           | .mx                                                                                   |
| المنطقة الزمنية                                           | ت ع م+03:00   | منطقة زمنية وسطى، المنطقة الزمنية الجبلية، زمن منطقة المحيط الهادئ، منطقة زمنية شرقية |

## منظمات دولية مشتركة
يشترك البلدان في عضوية مجموعة من المنظمات الدولية، منها:
| علم المنظمة | اسم المنظمة                        | تاريخ انضمام البحرين | تاريخ انضمام المكسيك |
| ----------- | ---------------------------------- | -------------------- | -------------------- |
|             | يونسكو                             | 18 يناير 1972        | 4 نوفمبر 1946        |
|             | وكالة ضمان الاستثمار متعدد الأطراف | 12 أبريل 1988        | 1 يوليو 2009         |
|             | الأمم المتحدة                      | 21 سبتمبر 1971       | 7 نوفمبر 1945        |
|             | الفريق المعني برصد الأرض           | ?                    | ?                    |
|             | الاتحاد البريدي العالمي            | ?                    | ?                    |
|             | البنك الدولي للإنشاء والتعمير      | 15 سبتمبر 1972       | 31 ديسمبر 1945       |
|             | المنظمة الهيدروغرافية الدولية      | ?                    | ?                    |
|             | الاتحاد الدولي للاتصالات           | 1975                 | 1 يوليو 1908         |
|             | منظمة حظر الأسلحة الكيميائية       | ?                    | ?                    |
|             | مؤسسة التمويل الدولية              | 22 سبتمبر 1995       | 20 يوليو 1956        |
|             | منظمة التجارة العالمية             | ?                    | 1995                 |
|             | منظمة الشرطة الجنائية الدولية      | ?                    | ?                    |

## وصلات خارجية
- موقع وزارة الخارجية البحرينية
- موقع وزارة الخارجية المكسيكية